# Moons of Nippon (antologia)
Moons of Nippon – antologia dawnej poezji japońskiej w przekładzie Edny Worthley Underwood, opublikowana w 1919 w Chicago nakładem oficyny Ralpha Fletchera Seymoura. Wśród zaprezentowanych autorów znaleźli się między innymi Ohotsuno Ozi, Abeno Muneto, 
Abeno Nakamaro, Ohotomo no Sukune Yakamochi, Yukada, Ishikawa, Kibino, Arihara no Narihira, Sozo, Ochi, Ohoyeno Tsisato, Onono Komachi, Motoyosi, Muneyaki i Kanemori.